# Ensemble Studios
Оригинално основана као независни издавач 1995, Ensemble Studios је био Мајкрософтов развојни студио од 2001. до 2009. године, када се и званично распао. Овај студио је развио многе игре међу којима се истичу оне из Age of Empires серијал. Као додатак играчком развоју, Ensemble Studios је такође направио играчки погон под именом Genie Game Engine користећи га у серијалу игара Age of Empires, Age of Empires II: The Age of Kings, и Star Wars: Galactic Battlegrounds.